# CBS News
CBS News – amerykańska telewizja informacyjna należąca do stacji radiowej i telewizyjnej CBS (ang. Columbia Broadcasting System). 
Do kwietnia 2021 r. prezesem CBS News była Susan Zirinsky, która objęła to stanowisko 1 marca 2019 r. jako pierwsza kobieta na stanowisku prezesa działu informacyjnego sieci. 15 kwietnia 2021 roku CBS Television Stations i CBS News ogłosiły, że połączą się w jeden podmiot – CBS News and Television Stations. W tym samym czasie zadecydowano, że stanowisko prezesa nowego podmiotu przypadnie dwóm osobom. Prezesem CBS News and Television Stations został Neeraj Khemlani wraz z Wendy McMahon.

## Programy obecnie nadawane przez CBS
- CBS Morning News
- The Early Show
- The Saturday Early Show
- CBS News Sunday Morning
- Face the Nation with Bob Schieffer
- CBS Evening News with Scott Pelley
- 60 Minutes
- 48 Hours Mystery
- Up to the Minute
- CBS News MoneyWatch

## Slogany
- CBS News. Then and Now. The Leader. (1981–1982)
- CBS News. All the Difference in the World. (1982–1984)
- When It's Important, America Turns to CBS News. (1984–1986)
- CBS News. We keep America on Top of the World. (1986–1988)
- CBS News. He's Been There, He'll Be There. (1988–1991)
- Experience. CBS News. (1991–2006)
- CBS News. See It Now, Anytime, Anywhere. (2006–2007)
- CBS News. Experience You Can Trust. (2007–2008)
- CBS News Is Very Good News. (2008–obecnie)